# Sorry We Missed You
Sorry We Missed You er en britisk-fransk-belgisk film instrueret af Ken Loach fra 2019.

## Medvirkende
- Debbie Honeywood som Abbie Turner
- Kris Hitchen som Ricky Turner
- Rhys Stone som Sebastian 'Seb' Turner
- Nikki Marshall som P-betjent
- Katie Proctor som Lisa Jane Turner